# Arrade rudisella
Arrade rudisella är en fjärilsart som beskrevs av Walker 1863. Arrade rudisella ingår i släktet Arrade och familjen nattflyn. Inga underarter finns listade i Catalogue of Life.